# Cleistocactus winteri
Espèce
Statut de conservation UICN

 EN  : En danger
Cleistocactus winteri, ou queue de rat doré, est une espèce de plantes à fleurs de la famille des Cactaceae. C'est une plante succulente dont l'aire de répartition indigène est la Bolivie (Santa Cruz). Son habitat est le versant oriental des Andes du Pérou à l'Argentine.

## Synonymes

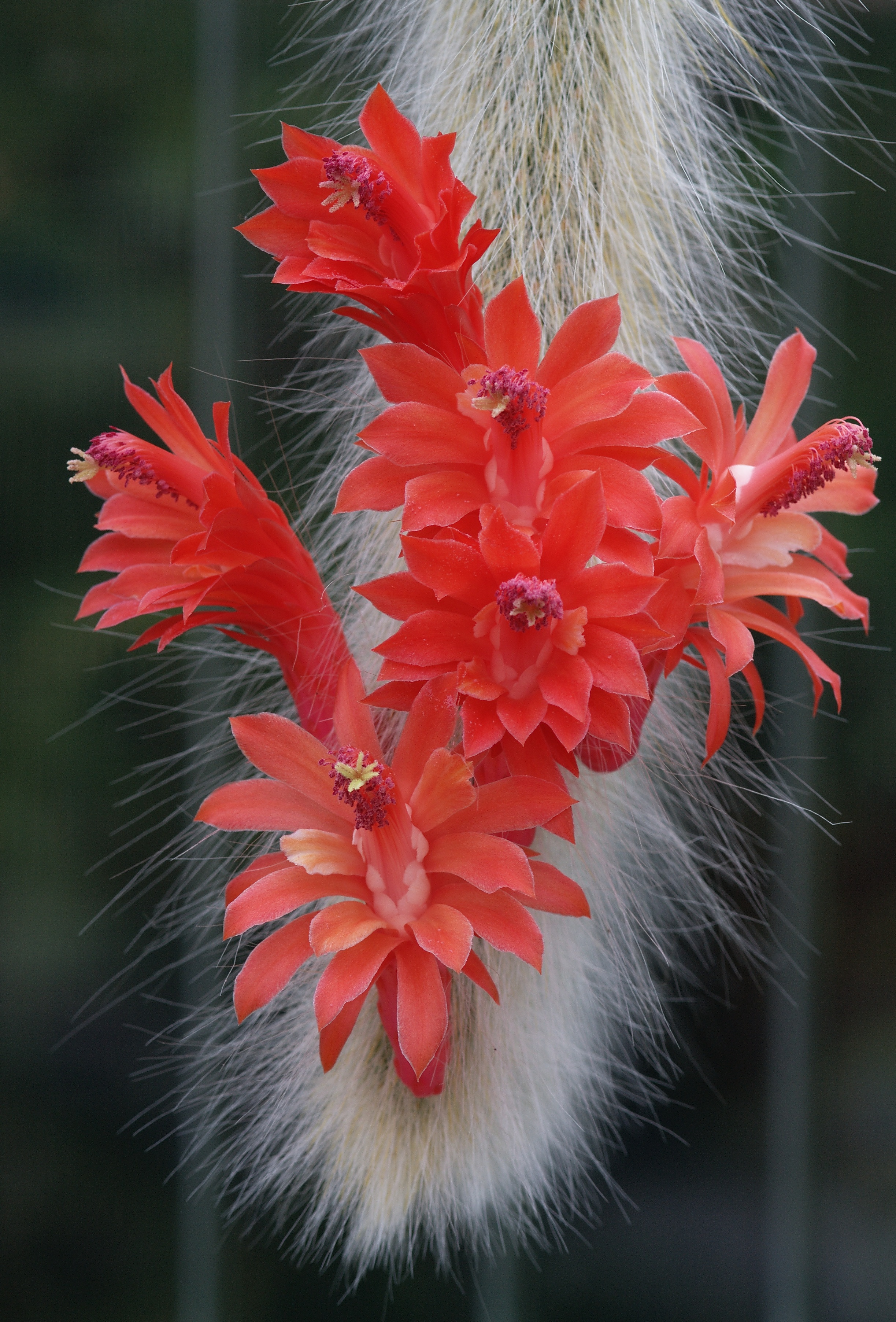
Cleisto cactus winteri subsp. cola de mono.

- Cleistocactus winteri subsp. colademono a remporté le Award of Garden Merit de la Royal Horticultural Society[1].
  - Borzicactus colademononis (Diers & Krahn) Lodé
  - Cleistocactus colademononis (Diers & Krahn) Mottram
  - Hildewintera colademononis Diers & Krahn
  - Winterocereus colademononis (Diers & Krahn) Metzing & R.Kiesling
- Cleistocactus winteri subsp. winteri
  - Borzicactus aureispinus (F.Ritter) G.D.Rowley
  - Cleistocactus aureispinus (F.Ritter) D.R.Hunt
  - Hildewintera aureispina (F.Ritter) F.Ritter ex G.D.Rowley
  - Winteria aureispina F.Ritter
  - Winterocereus aureispinus (F.Ritter) Backeb.

## Description
Cleistocactus winteri est  un sous-arbrisseau ou un lithophyte succulent qui pousse principalement dans le biome du désert ou des arbustes secs. C'est un cactus colonnaire rampant qui forme d'énormes monticules enchevêtrés dont la croissance est assez rapide, jusqu'à 90 centimètres de haut avec des tiges de 6 centimètres de diamètre et présentant 16 à 17 côtes, avec de très nombreuses épines de 0,4 à 1 centimètre de long. Ces épines dorées courtes et hérissées recouvrent entièrement la surface des tiges. Ses fleurs en forme de tubes allongés sont roses saumon au printemps et en été et mesurent de 4 à 6 centimètres de long et 5 centimètres de diamètre. Les fleurs survivent quelques jours et sont pollinisées par les colibris avant de se transformer rapidement en fruits petits ronds et charnus de 1 centimètre de long.
La plante a besoin d'eau pendant l'été mais doit être maintenue au sec pendant l'hiver. Saz reproduction s'effectue par graines et par boutures.

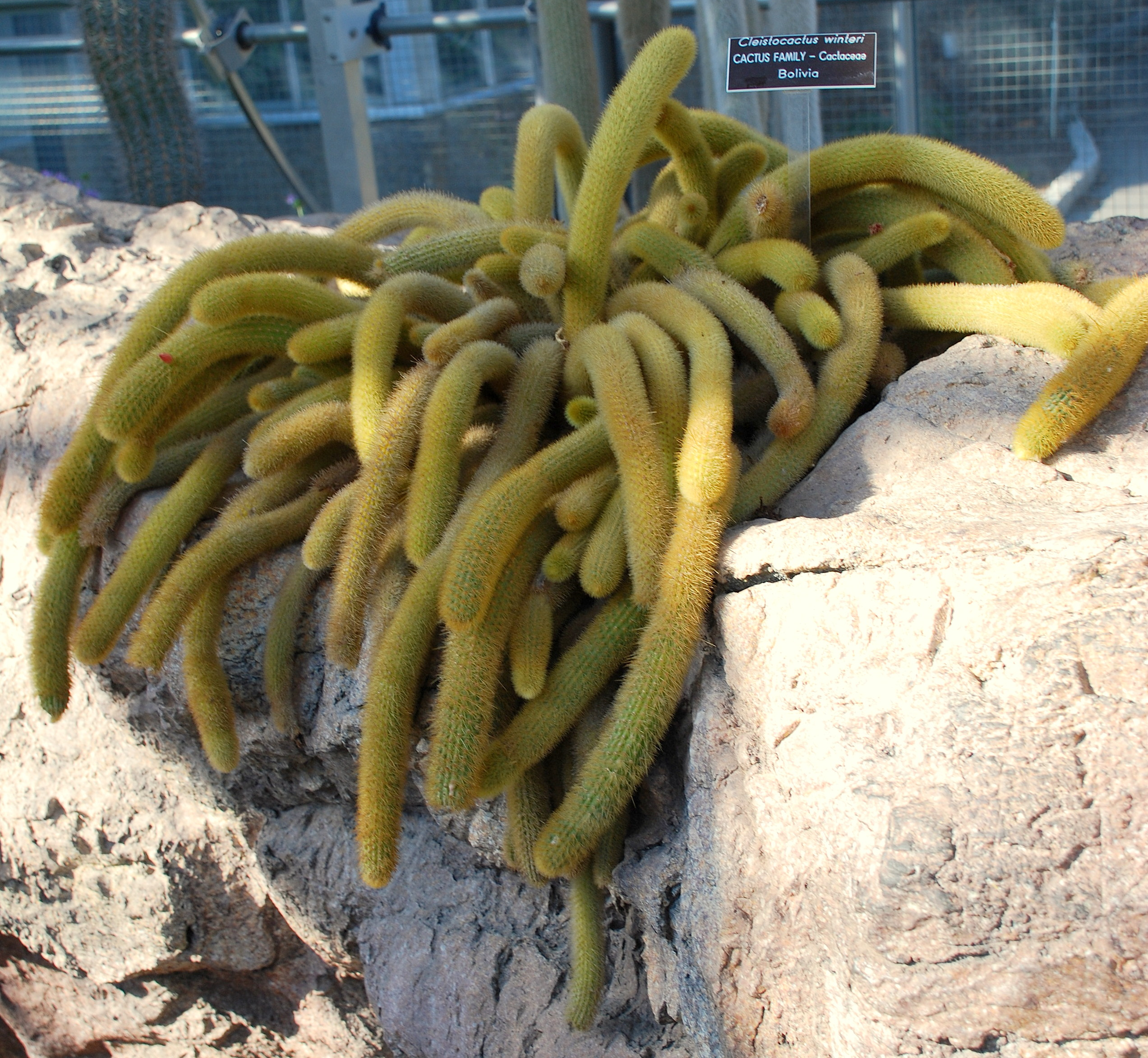
Aspect columnaire.
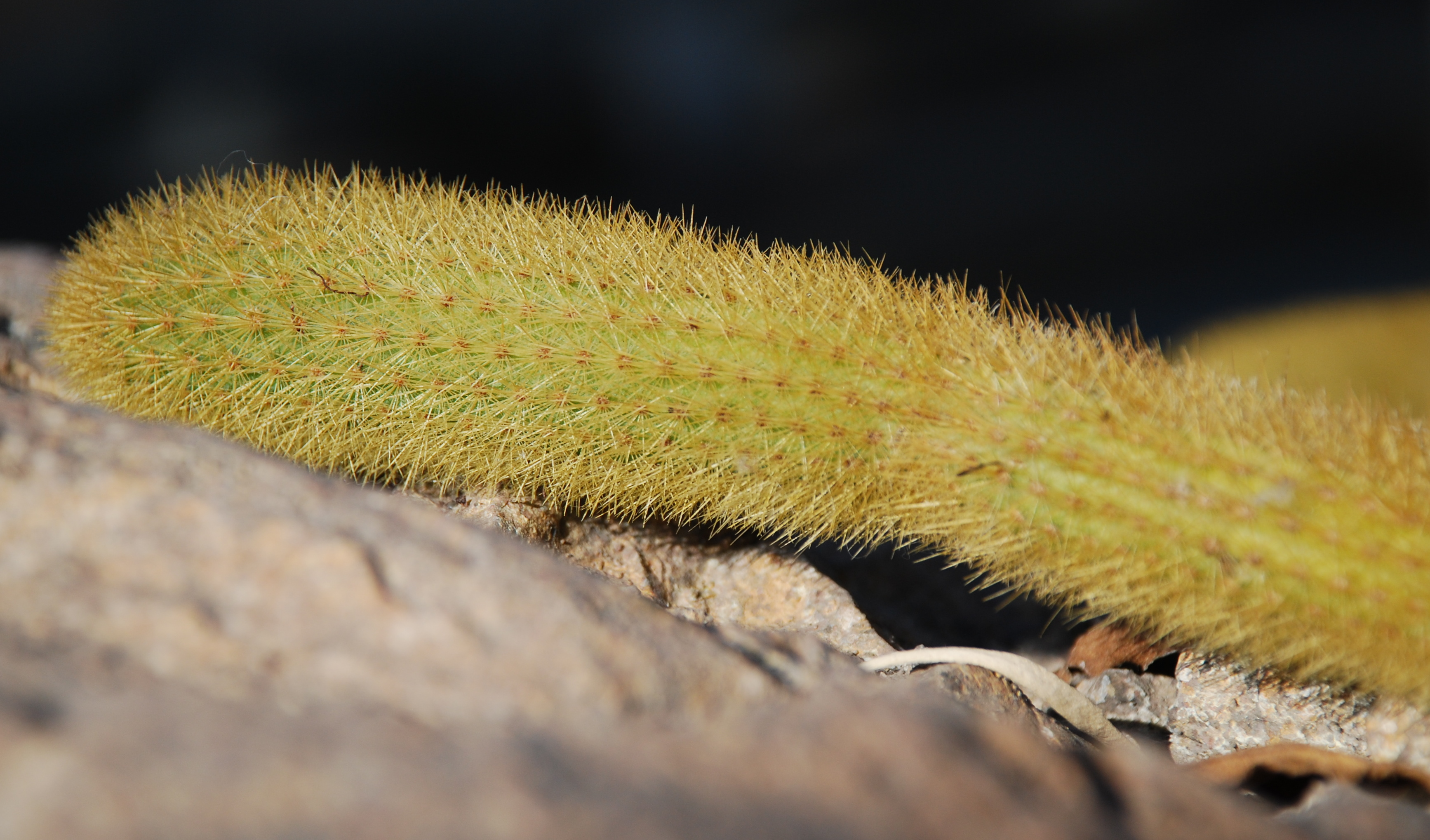
Gros plan.
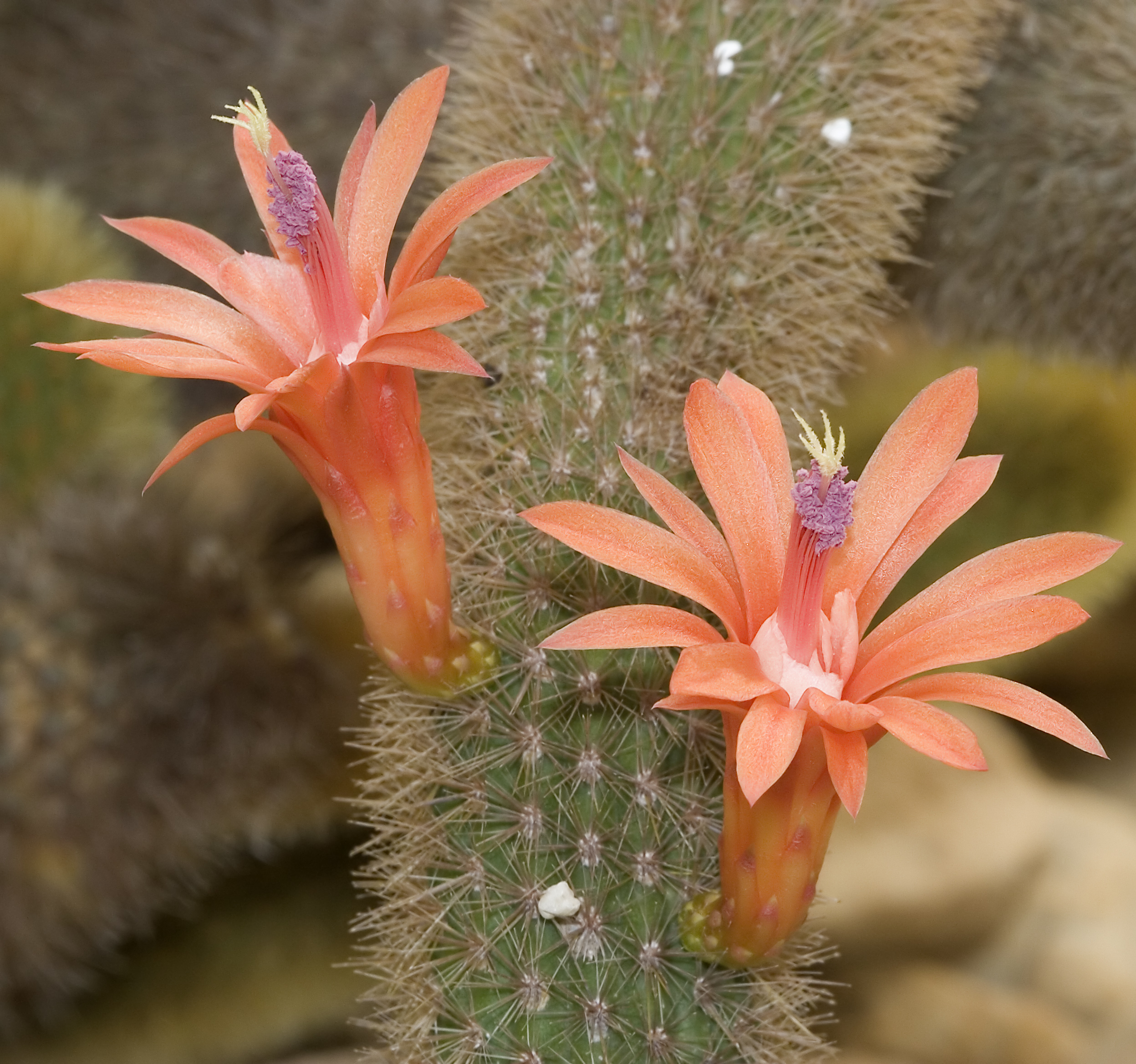
Queue de rat dorée en Bolivie.